# Isabell Klein
Pour les articles homonymes, voir Klein.

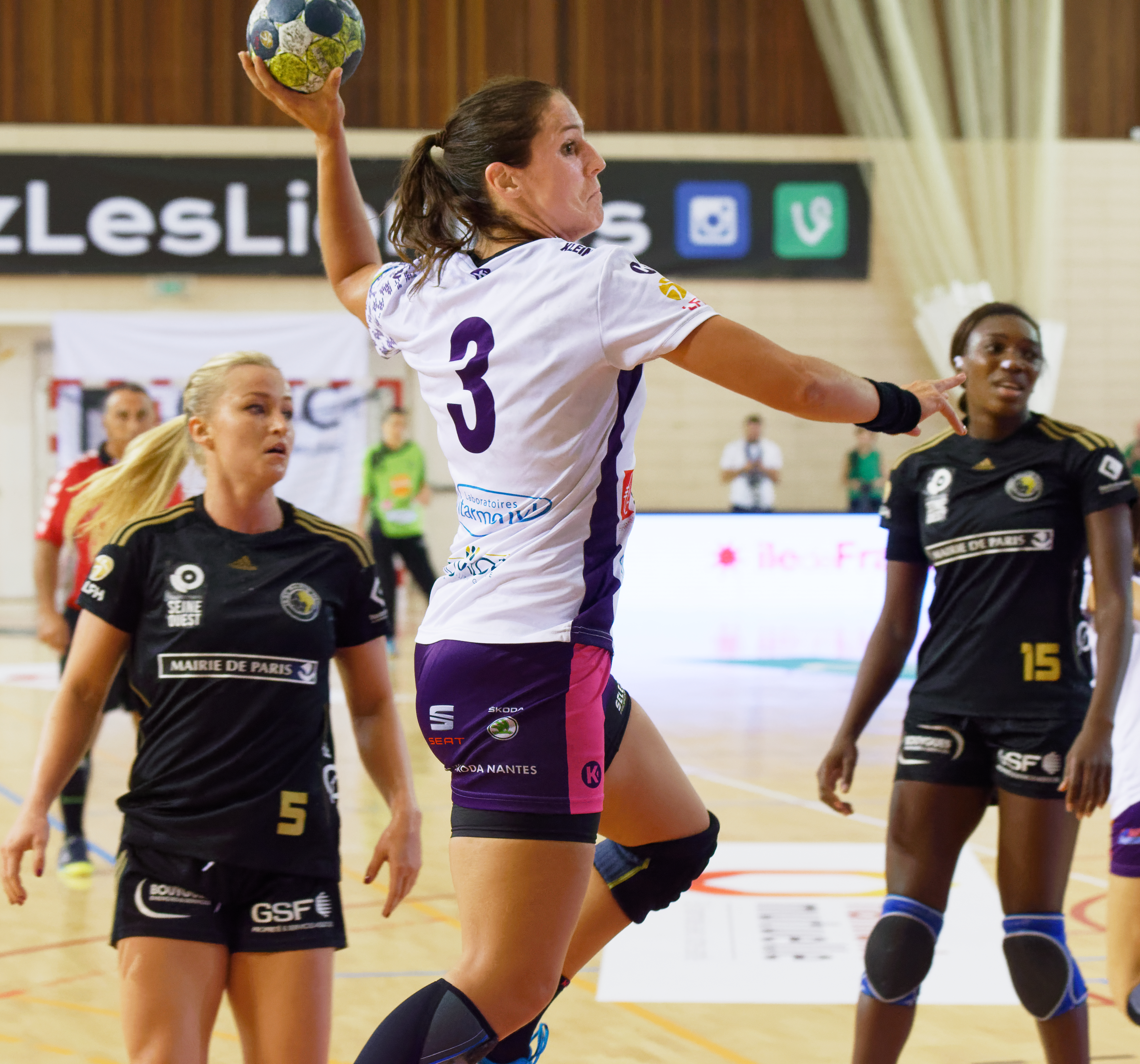
Rencontre du championnat 2016-17 entre Issy Paris Hand et Nantes.A Issy Les Moulineaux, le 14 septembre 2016.

Isabell Klein, née Isabell Nagel le 28 juin 1984 à Oberschleißheim, est une handballeuse internationale allemande. Elle évolue au poste d'arrière droite mais peut également jouer au poste d'ailière droite ou de demi-centre. Elle est la femme du champion du monde de handball Dominik Klein.

## Biographie
Isabell Klein obtient sa première sélection le 12 juillet 2008 contre la France. Depuis, elle a joué 68 matches internationaux pour l'Allemagne, marquant 89 buts. Depuis octobre 2011, elle est capitaine de l'équipe nationale.
Pour la saison 2016-2017, elle s'engage en faveur du Nantes Loire Atlantique Handball, parallèlement à la signature de son mari, l'ailier international Dominik Klein, au HBC Nantes. Les deux mettent un terme à leurs carrières en 2018.

## Palmarès

### Clubs
compétitions internationales
- vainqueur de la coupe Challenge en 2010 (avec Buxtehuder SV)

compétitions nationales
- vainqueur de la coupe d'Allemagne en 2015 (avec Buxtehuder SV)

### Sélection
- 7e du championnat du monde en 2009